# الکس گیلبرت (بازیکن فوتبال)
الکس گیلبرت (انگلیسی: Alex Gilbert؛ زادهٔ ۲۸ دسامبر ۲۰۰۱) بازیکن فوتبال است.
وی همچنین در تیم‌های ملی فوتبال Republic of Ireland national under-19 football team و زیر ۲۱ سال جمهوری ایرلند بازی کرده‌است.